# Hardspace: Shipbreaker
Hardspace: Shipbreaker je simulacijska videoigra z elementi pustolovščine razvojnega podjetja Blackbird Interactive, ki je izšla maja 2022 pri založbi Focus Entertainment za operacijski sistem Microsoft Windows. Za nakup in preskusno igranje je bila na voljo še pred koncem razvoja, junija 2020, prek servisa za digitalno distribucijo Steam. V osnovi je igra simulacija delavca v orbitalnem obratu za razrez odsluženih vesoljskih ladij, ozadje dogajanja pa razlaga zgodba, ki se osredotoča na odnose z delodajalcem.

## Igranje
Igralec spremlja dogajanje iz prvoosebne perspektive. Nadzoruje delavca v službi pri podjetju Lynx Corporation, ki mora v obratu za razrez vesoljskih ladij s svojim orodjem razstaviti vesoljsko ladjo in ločiti uporabne snovi v ustrezne odprtine ob robu delovišča. Obrat kroži v orbiti nad Zemljo in igralčev lik lebdi v breztežnosti ter se premika naokrog z reaktivnim nahrbtnikom, da dostopa do različnih delov ladje. Njegovi glavni orodji sta plazmatski rezalnik, s katerim na daljavo razreže mehkejše kovine in strukturne elemente, ki držijo skupaj trše kose, ter futuristični kavelj, ki z uporabo Van der Waalsove sile premika dovolj lahke predmete. Kose mehkejših snovi mora potisniti v peč, dele iz trših kovin v jašek za procesiranje, v ladjah pa so tudi številni vrednejši predmeti, kot so računalniški terminali, jedrski reaktorji, raketni motorji ipd., ki gredo na baržo v bližini. Ob tem mora igralec paziti na količino goriva za svoj reaktivni nahrbtnik in zraka, ki ju lahko obnavlja na temu namenjenem terminalu.
Z napredovanjem dobiva kompleksnejše ladje in delo postaja vedno nevarnejše. Komponente pod napetostjo se razelektrijo in lahko poškodujejo okoliške predmete ali igralca, vnetljive snovi se lahko vnamejo ali eksplodirajo, uhajajoča hladilna tekočina pa zamrzne vse okoli sebe, če se poškodujejo cevi. Reaktorji ob demontaži iz hladilnega mehanizma postanejo nestabilni in jih je treba po hitrem postopku spraviti v baržo, sicer pride do velike eksplozije. Notranjost je pogosto še pod pritiskom in igralec mora najti mehanizem za izpust zraka, sicer pride do eksplozivne dekompresije, ko zareže skozi steno prostora. Pri prepoznavanju nevarnosti si lahko pomaga z ročnim skenerjem, ki razkrije sestavo ladje in morebitne prostore pod pritiskom. Če umre, podjetje takoj izdela njegov klon, ki nadaljuje z delom. Ladje so proceduralno generirane, zato je delo na vsaki malo drugačno, tudi če je istega tipa.
Delo je organizirano v obliki petnajstminutnih delavnikov, v tem času mora igralec razstaviti in pospraviti čim večji del ladje. V pripovednem načinu dobiva za uspešno opravljeno delo plačilo glede na vrednost predmetov, ki se zmanjša za vrednost najemnine orodja in ostalih stroškov, kot je izdelava klona v primeru smrti. Cilj je odplačati dolg, ki ga je pridobil s podpisom pogodbe za Lynx. Dobiva tudi izkušnje, s katerimi pridobiva certifikacijo za delo z nevarnejšimi, a vrednejšimi razredi ladij, in žetone, te lahko uporabi za nadgrajevanje svojih orodij. Vse tovrstne obstranske aktivnosti se dogajajo v kapsuli za prebivanje, ki prav tako lebdi v neposredni bližini delovišča. V drugi polovici kampanje mu delovodja podari manjšo vesoljsko ladjo, s katero bi lahko pustil službo, a jo mora igralec najprej popraviti z rezervnimi deli, ki jih nabira med delom.
Igralni način Open Shift odstrani časovno omejitev delavnika in omogoči bolj premišljen pristop k opravilu. Igra vsebuje tudi poseben tedenski izziv, ki je točkovan in izdajatelj vzdržuje spletno lestvico igralcev.

## Zgodba
Igra se začne s podpisom pogodbe o zaposlitvi z Lynx Corporation v distopični bližnji prihodnosti, s katero želi igralčev lik ubežati življenju na prenaseljeni in nevzdržni Zemlji ter si ustvariti novo življenje v vesoljskih kolonijah. Vendar je pogodba strašansko izkoriščevalska, z njo pridobi več kot 1,2 milijardi USD dolga do delodajalca, ki ga mora odplačati z delom, predpostavlja tudi nadzor nad njegovimi aktivnostmi in strogo prepoved sindikalnega delovanja, nenazadnje pa preda korporaciji lastništvo nad svojo sekvenco DNK, s katero ga lahko delodajalec znova sestavi po morebitni smrti na delovnem mestu. Z drugimi besedami, postane trajna last korporacije.
Lik je odtlej znan kot Shipbreaker #9346-52 (skrajšano 52, kličejo pa ga tudi Rookie [Začetnik] in Cutter [Rezalec]), dodeljen obratu za razrez vesoljskih ladij na orbitalni postaji Morrigan. Predstavijo se mu drugi člani ekipe pod vodstvom delovodje Josepha Weaverja: Lou Steiner, Kaito Kovetchin in DeeDee Curazon. Z njim in med seboj komunicirajo preko radijske povezave, bodisi zasebno, bodisi na odprtem kanalu, večinoma sicer Weaver, ki je nekakšna očetovska figura in je delavcem naklonjen ter jih skrbno usmerja. Po nekaj delovnikih ga Lou vpiše na e-poštni seznam tajnega sindikalnega gibanja, ki ga sestavljajo nezadovoljni Lynxovi delavci, ki si prizadevajo za bolj človeške pogoje zaposlitve. Weaverju pa 52 priraste k srcu, zato mu podari svojo vesoljsko ladjo Beulah, ki jo igralec nato postopoma popravlja z rezervnimi deli, ki jih najde v odsluženih ladjah.
Nekega dne pride v obrat Lynxov administrator Hal Rhodes, da bi nadzoroval delo in izboljšal učinkovitost ekipe. Halov pristop je izjemno grob, pritiska na delavce brez ozira na varnostne protokole in učni proces ter jih redno ošteva zaradi nedoseganja kvot. Kaito, ki je nekoliko nerodnejši, postane njegova glavna tarča, zaradi česar se mu Lou poskuša postaviti v bran. Lou spotoma še vedno agitira za sindikalno organiziranje, Weaver pa poskuša na miren način posredovati med Halom in ekipo. Odnosi se zaostrijo, ko Hal izrabi Kaitovo ranljivost da pride do arhiva sindikalnih sporočil, kjer najde sporočilo Lou, ki obsoja njegove metode. Hal jo takoj odpusti, drugim članom ekipe pa ukine vse privilegije, zaseže tudi igralčevo ladjo. Njegova drobnjakarska krutost naposled zjezi tudi Weaverja, ki se z ostalimi delavci dogovori za upor – namerno sabotažo dela, da bi škodili Lynxovemu dobičku in pokazali, da niso nepomembni.
Tako na dogovorjeni dan vsi hkrati uničujejo vsak svojo ladjo, Hal jim po radijski zvezi grozi in jim izklaplja nadzor, Weaver pa ga znova vzpostavlja. Ko Kaito zagrozi, da bo potisnil nestabilen jedrski reaktor v peč, Hal pobesni in izbriše njegov genetski profil, kar pomeni, da bi v primeru nesreče trajno umrl. Ostalim zagrozi, da bo storil isto in se spravil še na njihove družine za poplačilo dolga. Reaktor eksplodira in uniči Kaitovo delovišče, na grozo ekipe in tudi Hala, ki so prepričani, da je ob tem on umrl. Vendar pa se kmalu izkaže, da mu je zgolj začasno odpovedal radio, zato se vsi nekoliko pomirijo. Weaver nato posreduje posnetek pogovorov medijem, kar sproži val protestov in hud padec Lynxovega prihodka. Ob aferi se zgane Zvezdni komite in obsodi genetski program kot kršitev človekovih pravic, korporacija pa je prisiljena tudi odpisati večino dolgov delavcev ter priznati sindikat. Hal izgubi položaj in je degradiran na položaj navadnega delavca v procesiranju, Weaver se upokoji in vrne na Zemljo, Lou dobi službo nazaj, DeeDee pa prevzame položaj delovodje.
Če je igralec po odpisu že brez dolga in je našel vse rezervne dele za Beulah, lahko prekine pogodbo o zaposlitvi in odleti proti kolonijam na Jupitrovih lunah v iskanju novih dogodivščin ter svobodnejšega življenja.

## Razvoj in izid
Osnutek so pri kanadskem studiu Blackbird Interactive razvili na internem viharjenju po končanju igre Homeworld: Deserts of Kharak leta 2016. Prva različica pod delovnim naslovom Hello, Collector je simulirala skakanje med proceduralno generiranimi asteroidi s kavljem in nabiranje uporabnih predmetov, po navdihu filma Gravitacija. Vendar pa je ekipa razvijalcev začutila, da dobiva izdelek pridih »kozmične grozljivke« in da je tempo prepočasen, zato so preobrazili koncept v akcijsko igro Falling Skies. Cilj te je bil s kavljem ujeti predmete, ki padajo proti Zemlji, in jih razrezati; mehanika rezanja je bila sicer dobro sprejeta, vendar se jim je zdaj igra zazdela preveč generična. Kasneje jih je navdihnilo pokopališče ladij na plaži pri Alangu v Indiji, kjer stotine delavcev razstavlja zapuščene ladje. Iz te »senčne strani industrije ladjarstva« so prevzeli motiv izkoriščanja fizičnih delavcev. Igralčeva orodja, ki so prej spominjala na orožja, so takrat pridobila bolj industrijsko podobo.
Sprva so ročno ustvarili vse ladje. Vendar pa so pred izdajo različice za zgodnji dostop presodili, da tako kratke igre ne bi bilo smiselno predstaviti, zato so ustvarili model »psevdo-proceduralnega generiranja« ladij, da bi jo napravili zanimivejšo,
Igra je bila uradno napovedana 19. februarja 2020 za osebni računalnik, izdajatelj Focus Home Interactive pa je kmalu po tistem napovedal še različici za PlayStation 4 in Xbox One. Nedokončani Hardspace: Shipbreaker je izšel v programu zgodnjega dostopa (early access) servisa Steam 16. junija 2020. Po obdobju dodatnega razvoja je igra na Steamu izšla 24. maja 2022, 20. septembra istega leta pa še različici za PlayStation 5 in Xbox Series X/S.

## Odziv
| Agregator  | Ocena  |
| ---------- | ------ |
| Metacritic | 82/100 |

| Publikacija    | Ocena  |
| -------------- | ------ |
| Destructoid    | 8,5/10 |
| IGN            | 6/10   |
| PC Gamer (ZDA) | 91/100 |
| Digital Trends | [ 19 ] |
| PC Invasion    | 8/10   |
| Screen Rant    | [ 21 ] |

Hardspace: Shipbreaker je sodeč po spletišču Metacritic, ki zbira in povpreči recenzije, prejel »v splošnem pozitivne« ocene.
Ideja in izvedba sta bili deležni skoraj soglasnega odobravanja kritikov, saj postopno »lupljenje« ogromnih ladij dokler ne ostane od njih nič ponuja veliko zadoščenja. Le nekateri recenzenti, posebej tisti za portal IGN, so bili mnenja, da postane delo sčasoma ponavljajoče se in dolgočasno.
Posebnih pohval je bil deležen motiv izkoriščanja, ki se prepleta s ponosom na pošteno opravljeno delo s stališča delavca, kar po mnenju recenzentov deluje kot učinkovita kritika kapitalizma.